# Abudefduf saxatilis
Abudefduf saxatilis (conocido también como píntano) es una especie de peces de la familia Pomacentridae en el orden Perciformes.

## Morfología
Los machos pueden llegar alcanzar los 22,9 cm de longitud total.

## Hábitat
Es un pez de mar.

## Distribución geográfica
Se encuentra desde Canadá hasta Uruguay, el Caribe, las islas del Atlántico central, Cabo Verde y a lo largo de la costa occidental  africana hasta Angola.